# シグナス NG-10
従来、OA-10Eとして知られていたNG-10は、ノースロップ・グラマンの無人宇宙補給機シグナスの11回目のフライトであり、NASAとオービタルATKの間商業補給サービス契約下の10回目の国際宇宙ステーションへのフライト。このミッションは2018年11月17日 09:01:31 UTCに打ち上げられた。この特別なミッションは、商業補給サービスフェーズ2（CRS-2)契約が発効するまでの間、NASAが必要とするISSへの補給を可能とする延長計画の一部である。
オービタルATK（現在のノースロップ・グラマン・イノベーション・システムズ）とNASAは共同で、ISSへの商業貨物補給サービスを行うための新しい宇宙輸送システムを開発した。商業軌道輸送サービス（COTS）計画のもと、オービタルATKが中型打ち上げ機のアンタレスと、パートナー企業のタレス・アレーニア・スペースが提供する与圧貨物モジュールと、オービタルGEOStar衛星バスを基にしたサービスモジュールを使用した先進的な宇宙船シグナスの設計、取得、建造および組み立てを行ったノースロップ・グラマンは2018年6月にオービタルATKを買収し、社名をノースロップ・グラマン・イノベーション・システムズと改めた。

## 来歴

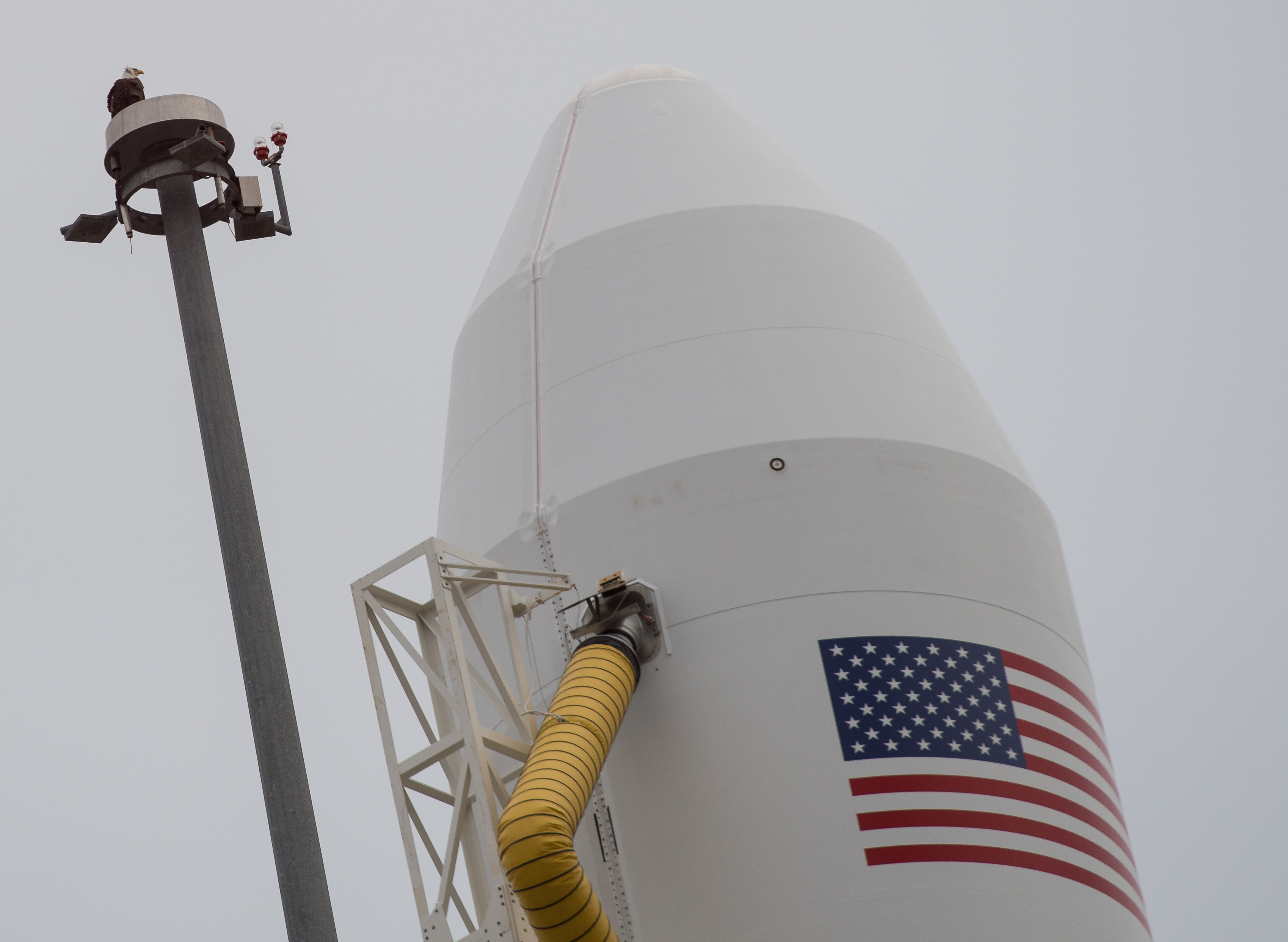
2018年11月14日、バージニア州にあるNASAのワロップス・フライト・ファシリティのPad-0Aで、シグナス宇宙船を搭載したノースロップ・グラマンのアンタレス・ロケットの隣にある避雷塔の上に白頭ワシが見える。

2013年9月に商業軌道輸送サービスの実証飛行が成功し、オービタルATKは商業補給サービス計画に基づき2014年中に2回のISS補給ミッションを請け負うことになった。しかし、3回目の打ち上げとなるシグナス CRS Orb-3はアンタレス130ロケットが離床直後に爆発したため失敗に終わってしまった。同社はアンタレス100シリーズを廃止して新しい推進システムの導入を加速させた。アンタレスシステムは第1段エンジンに新規に製作されたRD-181エンジンを搭載して頼性の向上とペイロードの増加が図られた。
その間、同社は2015年12月のCRS OA-4と2016年3月のCRS OA-6を飛行させるためにユナイテッド・ローンチ・アライアンス（ULA）と2機のアトラスVロケットをフロリダ州のケープ・カナベラルから打ち上げる契約を結んだ。同社はシグナスのミッションとして2016年の第1四半期（CRS OA-5）、第2四半期（CRS OA-6）および第4四半期（CRS OA-7）を計画していた。この内、2回のフライトは新しいアンタレス 230を使用し、1回は前述のアトラスVの2機目を使用することになった。この3回のミッションによって、オービタルATKは当初のCRS契約のペイロード義務をカバーすることができた。NG-10として知られるこの特別なミッションは、商業補給サービスフェーズ2（CRS-2)契約が発効するまでの間、NASAが必要とするISSへの補給を可能とする延長計画の一部である。当初、OA-10ではなく OA-10Eと呼ばれていたのはは、アトラスVとより強力なアンタレス230の組み合わせに切り替えたことにより、オーブ-3の失敗を含めてもわずか7回の飛行で当初の契約をカバーできたためであり、Eは実際には最初に契約された貨物輸送の拡張であることを示していた。
シグナス宇宙船の製造と組立てはバージニア州ダレスで行われた。シグナスのサービスモジュールと与圧貨物モジュールの結合は打ち上げ施設で行われ、ミッションの運用はバージニア州ダレスとテキサス州ヒューストンの管制センターから行われた。

## 宇宙船
このミッションはノースロップ・グラマンのNASAとの商業補給サービス契約下での11回のフライトの10回目のフライトで、当初の契約の延長とみなされていた。また、拡大型のシグナスPCM（与圧貨物モジュール）の7回目のフライトだった。
オービタルATKの伝統に則り、このシグナス宇宙船は宇宙船ジョン・ヤングと名付けられた。ヤングはジェミニ、アポロ、スペースシャトルというNASAの3種類の宇宙計画でそれぞれ2回飛行した唯一の人物だった。ジョン・ヤングは2018年に87歳で亡くなった。

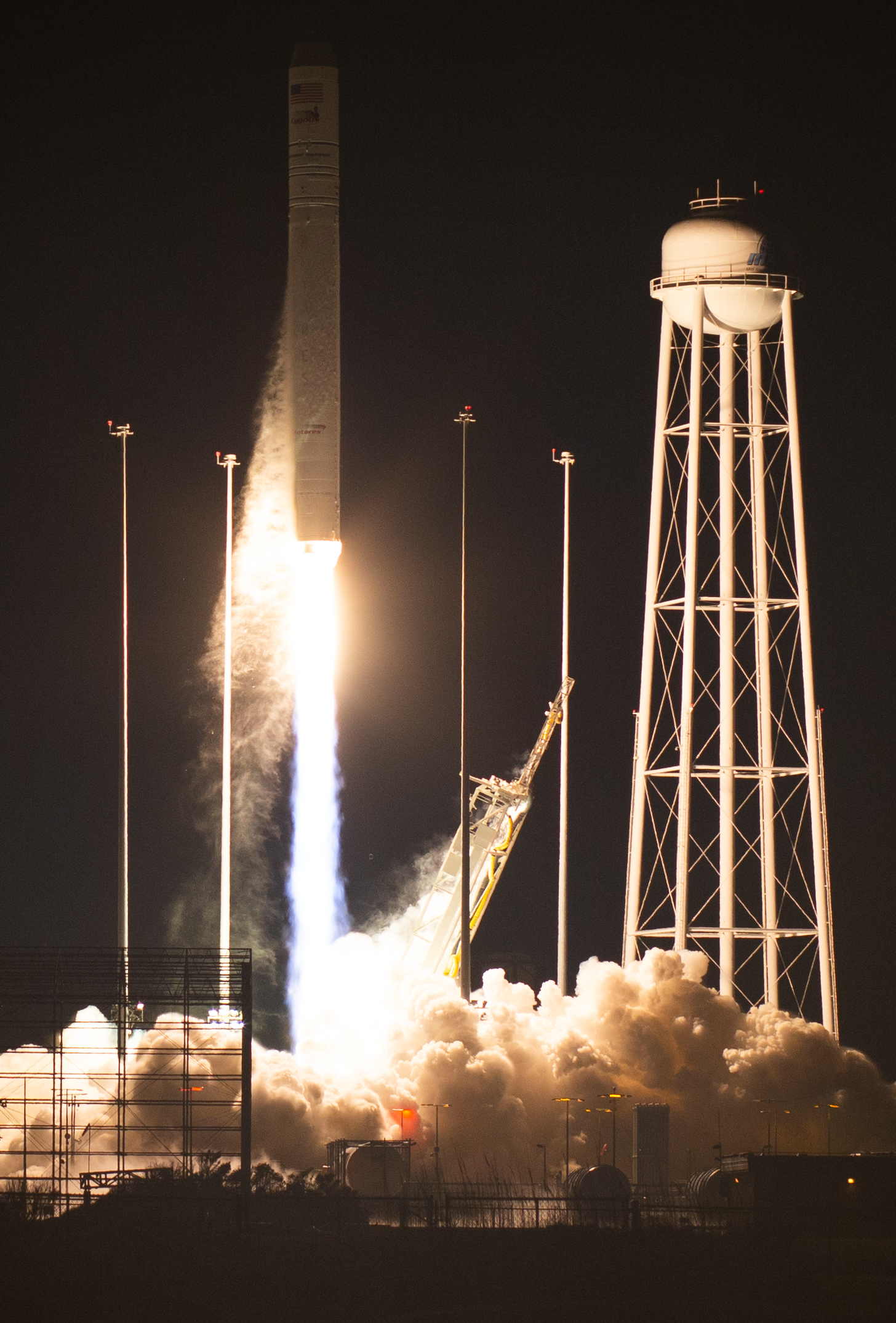
ノースロップ・グラマンによるシグナス NG-10の打ち上げ

## 貨物の内訳
貨物総重量：3,350 kg (7,390 lb)
- 乗員補給品：1,141 kg (2,515 lb)
- 科学研究機材：1,044 kg (2,302 lb)
- 船外活動装備：31 kg (68 lb)
- 宇宙船資材：942 kg (2,077 lb)
- コンピューター資材：115 kg (254 lb)

SEOPSスリングショット展開システム シグナス NG-10がこのキューブサット展開システムを飛行させる初めてのミッションだった。システムとキューブサットはスペースX CRS-16に搭載されてISSに到着し、シグナス NG-10がISSに係留されている間に第58次長期滞在メンバーによって取り付けられた。
シグナスがステーションを離れた後で、ステーションの軌道よりも約100 km高い約500 kmの高度に誘導された。スリングショットは2機の人工衛星（先行したドラゴンCRS-16ミッションで打ち上げられた、ダビデおよびゴリアテII量子レーダー）を展開し、これは少なくとも2年は軌道上にとどまるものとみなされていた。さらに、シグナスの電力、姿勢制御、および通信機能を使用する搭載されたペイロードは、固定ペイロードを長期間ホストするスリングショットの機能をテストする。
キューブサットの配置と付随する実験の終了後、ノースロップ・グラマンの管制官は、2019年2月25日に宇宙船に 南太平洋上空への破壊的再突入指令をだした。

## 打ち上げと初期のオペレーション
2018年にノースロップ・グラマンがオービタルATKを買収したあとで、このミッションはCRS OA-10EからNG-10へと名称変更された。
アンタレスロケットは水平統合施設（HIF）で6ヶ月かけて製造・加工された。ロケットは中部大西洋地域宇宙基地のパッド0Aに繰り出され、当初2018年11月15日に打ち上げられる予定だったが、悪天候のため2度延期され、2018年11月17日に打ち上げに成功した。
| 試行 | 予定                         | 結果     | 延期期間 | 理由 | 決定日時                  | 気象適合性 (%) | 備考         |
| ---- | ---------------------------- | -------- | -------- | ---- | ------------------------- | -------------- | ------------ |
| 1    | 2018年11月15日 04:49:38 A.M. | 延期     | 24時間   | 天候 | 2018年11月14日 11:00 A.M. | 10%            | 悪天候を考慮 |
| 2    | 2018年11月16日 04:23:55 A.M. | 延期     | 24時間   | 天候 | 2018年11月15日 11:10 A.M. | 45%            | 悪天候を考慮 |
| 3    | 2018年11月17日 04:01:31 A.M. | 打ち上げ |          | 天候 | 2018年11月16日 11:20 A.M. | 95%            | 打ち上げ成功 |